# Pheidologeton aberrans
Pheidologeton aberrans är en myrart som beskrevs av Santschi 1937. Pheidologeton aberrans ingår i släktet Pheidologeton och familjen myror. Inga underarter finns listade i Catalogue of Life.